# Petricolaria pholadiformis
Petricolaria pholadiformis är en musselart som först beskrevs av Jean-Baptiste Lamarck 1818.  I den svenska databasen Dyntaxa används istället namnet Petricola pholadiformis. Enligt Catalogue of Life ingår Petricolaria pholadiformis i släktet Petricolaria och familjen Petricolidae, men enligt Dyntaxa är tillhörigheten istället släktet Petricola och familjen Petricolidae. Arten är reproducerande i Sverige. Inga underarter finns listade i Catalogue of Life.